# Sławkowskie Stawki

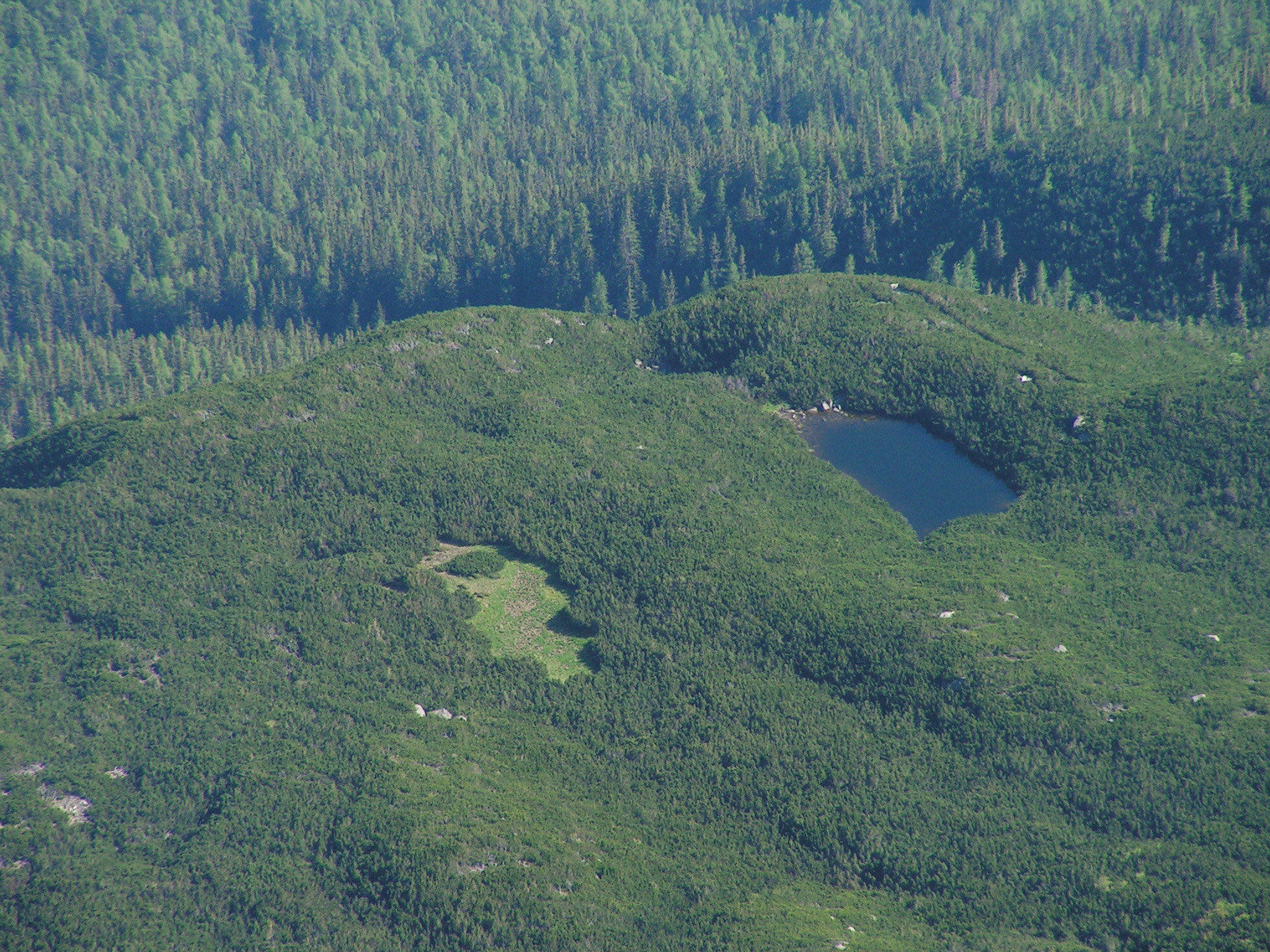
Sławkowski Stawek i polana wśród kosodrzewiny – pozostałość po dawnym jeziorku

Sławkowskie Stawki (słow. Slavkovské plieska, Tri Slavkovské plieska, niem. Schlagendorfer Seen, węg. Szalóki-három-to) – grupa trzech małych stawków znajdujących się blisko wylotu Doliny Sławkowskiej w słowackich Tatrach Wysokich. Obecnie woda znajduje się w jednym z nich zwanym Sławkowskim Stawkiem, dwa pozostałe są najczęściej wyschnięte. Leżą w małej Siennej Kotlinie, nieopodal Magistrali Tatrzańskiej, u podnóża Siennej Kopy i na południe od wierzchołka Sławkowskiego Szczytu.
Nazwa Sławkowskich Stawków pochodzi od Doliny Sławkowskiej lub od spiskiej wsi Wielki Sławków.

## Historia
Niegdyś woda znajdowała się we wszystkich stawkach, a obecnie jedynie w jednym z nich. Już w 1878 r. z inicjatywy MKE postawiono tu małe schronisko. Było to kamienne schronisko z jedną izbą. Powodem budowy było to, że dawniej chadzano tędy na Sławkowski Szczyt. Schronisko nie służyło turystom długo, już w 1882 r. zostało zniszczone przez lawinę śnieżną i nigdy więcej nie zostało odbudowane.

## Szlaki turystyczne
– znakowana czerwono Magistrala Tatrzańska na odcinku od Wielickiego Stawu do Smokowieckiego Siodełka.
- Czas przejścia: 2:05 h, z powrotem 2:25 h